# Сьвіняри-Мале
Сьвіняри-Мале (пол. Świniary Małe) — село в Польщі, у гміні Волчин Ключборського повіту Опольського воєводства.
Населення — 54 особи (2011).

## Демографія
Демографічна структура станом на 31 березня 2011 року:
|          | Загалом | Допрацездатний вік | Працездатний вік | Постпрацездатний вік |
| -------- | ------- | ------------------ | ---------------- | -------------------- |
| Чоловіки | 23      | 5                  | 17               | 1                    |
| Жінки    | 31      | 8                  | 11               | 12                   |
| Разом    | 54      | 13                 | 28               | 13                   |